# Алфонс Будар

Пиер Мишел Будон е френски сценарист, драматург и писател, автор на произведения в жанровете мемоари, съвременен и криминален роман. Пише под псевдонима Алфонс Будар (на френски: Alphonse Boudard).

## Биография и творчество
Пиер Мишел Будон е роден на 17 декември 1925 г. в Париж, Франция, син на проститутка и неизвестен баща. Отраства в първоначално в селско семейство в района на департамента Лоаре, а на седемгодишна възраст се мести при баба си в Париж, където става част от бедния пролетариат на 13-и район.
След завършване на училище през 1941 г. работи като чирак в леярна, типограф и помощник месар. По време на окупацията през Втората световна война се присъединява към нелегалното движение. През 1943 г. се присъединява към частите на посковник Фабиен, а после към армията на Жан дьо Латр дьо Тасини. Ранен в кампанията в Елзас и получава военен медал.
След войната работи незаконно, продавайки порнография, участвайки в кражби на погребални фирми и правейки фалшиви пари, поради което е хвърлен в затвора в периодите 1945 – 1949 г. и 1957 – 1961 г. В затвора през 1948 г. се разболява от туберкулоза и се лекува продължително в санаториум. Самообразова се в литературата в библиотеката на затвора във Френес и сам започва да пише. През 1958 г. е публикуван под псевдоним еротичният му роман „Les Grandes Ardeurs“, за което получава допълнителна присъда.
Първият му роман „La Métamorphose des Cloportes“ (Метаморфозата на мокриците) от 1962 г. е посветен на осъдените и гангстерите, и включва много жаргонен език. През 1965 г. книгата е екранизирана в едноименния филм с участието на Лино Вентура и Шарл Азнавур.
Покрай екранизацията се присъединява към киноиндустрията и пише сценарии и диалози. Един от най-успешните му сценарии е за филма „Полицейска история“ с участието на Ален Делон и Жан-Луи Трентинян.
През 1977 г. е публикуван романа му „Бойци на мъничкото щастие“. Действието в романа протича от странната война с фашистка Германия през 1940 г. до освобождаването на Париж през август 1944 г., като описва себе си, своите близки, съседи и приятели в тежките за Франция часове на фашистката окупация и Съпротивата. Книгата е отличена с наградата „Ренодо“.
Романът му „Mourir d'enfance“ (Умиращо детство) от 1995 г. е удостоен с голямата награда на Френската академия.
През 1999 г. участва в петицията „Европейците искат мир“ в знак на протест срещу войната в Сърбия.
Алфонс Будар умира от инфаркт на 14 януари 2000 г. в Ница, Франция. Погребан е в гробището на Монпарнас.
През 2013 г. на него е именувана улица в квартала в Париж, където е живял.

## Произведения
- Les Grandes Ardeurs (1958) – като Лоран Савани
- La Métamorphose des cloportes (1962)
- La Cerise (1963) – награда „Сенте Бове“
- Bleubite (1966) – издаден и като „Les Matadors“
- L'Hôpital (1972)
- Cinoche (1974)
- Les Combattants du petit bonheur (1977) – награда „Ренодо“
Бойци на мъничкото щастие, Бюлетин на Съюза на българските писатели (1979), прев. Симеон Хаджикосев
- Le Corbillard de Jules (1979)
- Le Banquet des léopards (1980)
- Le Café du pauvre (1983)
- L'Éducation d'Alphonse (1987)
- Saint-Fredo (1993)
- Mourir d'enfance (1995) – голямата награда на Френската академия
- Madame de… Saint Sulpice (1996)
- L'Étrange Monsieur Joseph (1998) – биография
- Chère visiteuse (1999)
- Les Trois Mamans du petit Jésus (2000) – награда „Жорж Сименон“ и „Жорж Брасенс“

### Пиеси
- Les Sales Mômes (1983)
- Cellule 118 (1995)
- La rue Alphonse Boudard (1996)
- Appelez-moi chef (2002)

### Екранизации
- 1965 La métamorphose des cloportes – по романа
- 1968 Татуираният (Броненосецът), Le tatoué – по „Gégène la tatoué“
- 1982 Le corbillard de Jules – по романа

#### Сценарии и адаптации
- 1966 Уреждане на сметки в Париж, Du rififi à Paname – диалог
- 1966 Le jardinier d'Argenteuil – диалог
- 1967 Слънцето на крадците, Le soleil des voyous – адаптация и диалог
- 1970 Le champignon – сценарий, адаптация и диалог
- 1971 L'explosion
- 1973 Le gang des otages – сценарий
- 1975 Полицейска история, Flic Story
- 1976 Le jour de gloire
- 1977 Бандата, Le gang
- 1978 Madame le juge – ТВ сериал, 1 епизод
- 1978 Histoires de voyous: La saison des voleurs – ТВ филм
- 1981 Le mythomane – ТВ сериал, адаптация и диалог
- 1981 Le chêne d'Allouville – сценарий
- 1984 Série noire – ТВ сериал, 1 епизод
- 1987 Единакът, Le solitaire – адаптация и диалог
- 1983 – 1987 Cinéma 16 – ТВ сериал, 2 епизода
- 1988 Mon ami le traître
- 1988 Le loufiat – ТВ минисериал